# 古谷亘
古谷 亘（ふるや わたる、1995年12月30日 - ）は、ジャパンラグビーリーグワン・ルリーロ福岡に所属するラグビー選手。

## プロフィール
- ポジションはプロップ(PR)。
- 身長 168 cm、体重 95 kg
- 愛称はフルヤ、ワタル[1]。

## 略歴
2014年、佐野日大高校卒業後、日本大学に入る。
2018年、日本大学卒業後、明治安田生命ホーリーズ、ハットオールドボーイズマリストRFCを経て、2022年、NTTドコモレッドハリケーンズ大阪(現・レッドハリケーンズ大阪)に加入。